# Cublà ullvermell
El cublà ullvermell (Dryoscopus senegalensis) és un ocell de la família dels malaconòtids (Malaconotidae).

## Hàbitat i distribució
Habita els boscos del Senegal, Gàmbia, sud del Camerun, Guinea Equatorial i sud-oest de la República Centreafricana fins al nord, nord-est i est de la República Democràtica del Congo, Ruanda i oest d'Uganda, cap al sud a Gabon, República del Congo, Cabinda, sud-oest de la República del Congo i nord-est d'Angola.